# Leptaulax malaccae
Leptaulax malaccae es una especie de coleóptero de la familia Passalidae.

## Distribución geográfica
Habita en Malacca  y Borneo.